# Вајдинг (Округ Кам)
Вајдинг (њем. Weiding) општина је у њемачкој савезној држави Баварска. Једно је од 38 општинских средишта округа Кам. Према процјени из 2010. у општини је живјело 2.620 становника. Посједује регионалну шифру (AGS) 9372174.

## Географски и демографски подаци
Вајдинг се налази у савезној држави Баварска у округу Кам. Општина се налази на надморској висини од 380 метара. Површина општине износи 28,2 km². У самом мјесту је, према процјени из 2010. године, живјело 2.620 становника. Просјечна густина становништва износи 93 становника/km².

## Међународна сарадња
| Мјесто  | Држава   | Врста сарадње | Од    |
| ------- | -------- | ------------- | ----- |
| Агфалва | Мађарска | контакт       | 2000. |
| Извор   |          |               |       |